# Benoît de Sainte-Maure
Benoît de Sainte-Maure (um 1165) war ein französischsprachiger Autor. Über seine Person ist nichts Näheres bekannt außer seiner Herkunft aus Sainte-Maure-de-Touraine in der Grafschaft Touraine, einem der Lehen des englischen Königshauses der Plantagenets auf französischem Boden.

## Roman de Troie

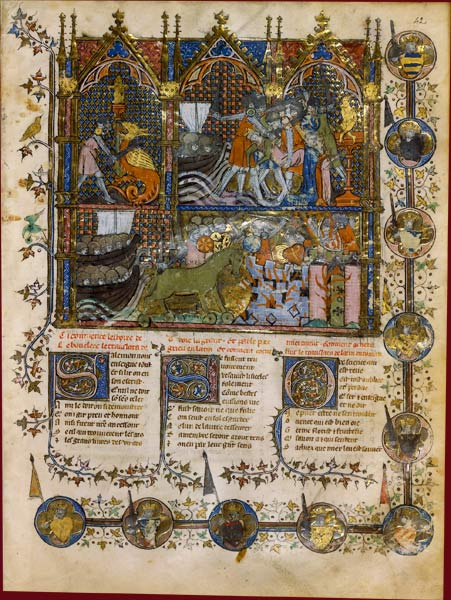
Jasons Kampf gegen den Drachen, Die Entführung Helenas, Die Belagerung und der Brand Trojas, Miniatur, HS 14. Jahrhundert

Benoît ist vor allem als Autor des Roman de Troie bzw. Trojaromans bekannt. Dieses in mehr als 50 Handschriften erhaltene Werk von gut 30.300 Versen ist das erfolgreichste und bedeutsamste aus der um 1170 florierenden Gattung der sog. antikisierenden Romane (romans d’antiquité). Es wurde verfasst für den englischen Hof von Heinrich II. Plantagenet und seiner Gattin Eleonore von Aquitanien, der ein beachtliches (überwiegend französischsprachiges!) intellektuelles Zentrum war.
Als stoffliche Vorlage des Werkes diente nicht das damals in Westeuropa nur vom Hörensagen bekannte Epos Homers, die Ilias, sondern zwei angeblich von Augenzeugen verfasste, tatsächlich aber apokryphe spätantike lateinische Darstellungen des Trojanischen Krieges, und zwar einmal die Ephemeris belli Trojani von Dictys Cretensis, der die Dinge auf griechischer Seite erlebt haben will, sowie zum andern De excidio Troiae historia des Dares Phrygius, der in Troja dabei gewesen zu sein vorgibt und Homer gleich zu Beginn für seine märchenhafte Darstellung tadelt. Von Dictys (4. Jahrhundert) und vor allem von Dares (5. Jahrhundert) übernimmt Benoît jedoch nur den groben Rahmen, den er fantasievoll und geschickt mit Liebesgeschichten, ritterlichen Kampfszenen und gelehrten Exkursen ausstaffiert.
Der Roman de Troie wurde nach 1200 offenbar für ein eher städtisch-bürgerliches Publikum in eine stark raffende, weitgehend auf die bloße Handlung reduzierte Prosaversion umgeschrieben, die ihrerseits um 1215 eingefügt wurde in ein jahrhundertelang gelesenes und abgeschriebenes und hierbei immer wieder überarbeitetes Kompendium der Alten Geschichte, die sogenannte Histoire ancienne jusqu'à César.
Verbreitung in ganz Europa fand der Troja-Stoff à la Benoît in einer mittellateinischen Prosabearbeitung, der Historia destructionis Troiae. Diese wurde auf Anregung des Erzbischofs von Salerno, Matteo della Porta, von einem sonst nicht weiter bekannten Guido de Columnis bzw. Guido delle Colonne 1272 begonnenen und 1287 abgeschlossen. Diese Bearbeitung wurde ihrerseits in zahlreiche Volkssprachen übertragen und war einer der großen Bucherfolge des europäischen Mittelalters. Etwa gleichzeitig und unabhängig von Guido entstanden im Rückgriff auf die französische Vorlage auch die mittelhochdeutschen Bearbeitungen Herborts von Fritzlar und Konrads von Würzburg (um 1280). Auch ein griechischer Liebesroman des 14. Jahrhunderts in Versen mit dem Titel Der Troianische Krieg (Ο Πόλεμος της Τροάδος) baut auf dem Roman de Troie auf.
Im Frankreich des 13. bis 16. Jahrhunderts war die Geschichte Trojas auch aus ideologischen Gründen bedeutsam, denn die französischen Könige leiteten damals ihre Abstammung von einem legendären Francus her, der sich bei der Eroberung Trojas durch die Griechen zusammen mit dem späteren Rom-Gründer Aeneas auf ein Schiff gerettet und seinerseits das erste Frankenreich (Francia) gegründet habe. Diese Vorstellung wurde noch um 1570 von Pierre de Ronsard in seinem Fragment gebliebenen Epos La Franciade ausgestaltet.

## Geschichte der Normannenherzöge
Nach dem Erfolg des Trojaromans wurde Benoît 1174 von König Heinrich beauftragt, eine (ebenfalls gereimte) Geschichte der Normannen-Herzöge und ihrer Herrschaft in England zu schreiben. Aus unbekanntem Grund (Tod des Autors?) bricht das Werk jedoch bei Vers 44.544 und König Heinrich I. ab.